# Volovîțea, Irșava
Volovîțea (în ucraineană Воловиця) este un sat în comuna Kameanske din raionul Irșava, regiunea Transcarpatia, Ucraina.

## Demografie
Componența lingvistică a localității Volovîțea
     Ucraineană (98,8%)
     Alte limbi (1,2%)
Conform recensământului din 2001, majoritatea populației localității Volovîțea era vorbitoare de ucraineană (98,8%), existând în minoritate și vorbitori de alte limbi.